# Stressmodell von Lazarus

Veranschaulichung des Stressmodells von Richard Lazarus

Das Transaktionale Stressmodell von Lazarus ist nach dem Psychologen Richard Lazarus benannt und wurde 1984 veröffentlicht. Dieses Modell sieht Stresssituationen als komplexe Wechselwirkungsprozesse zwischen den Anforderungen der Situation und der handelnden Person. Im Gegensatz zu früheren Stresstheorien ging Lazarus davon aus, dass nicht die (objektive) Beschaffenheit der Reize oder Situationen für die Stressreaktion von Bedeutung sind, sondern deren (subjektive) Bewertung durch den Betroffenen. Menschen können für einen bestimmten Stressor höchst unterschiedlich anfällig sein: Was für den einen Betroffenen Stress bedeutet, wird von einem anderen noch nicht als Stress empfunden. Das Modell ist transaktional, da ein Bewertungsprozess zwischen Stressor und Stressreaktion zwischengeschaltet ist.

## Geschichte
In mehreren Experimenten konnte Lazarus bereits in den 1960er Jahren den – meist dämpfenden – Einfluss von Kognitionen auf die Intensität von Emotionen nachweisen. So zeigte er Versuchspersonen einen Film über rituelle Genitalverstümmelungen bei Aborigines (Initiationsritual wie z. B. die Bora). Sogar der ohne Ton gezeigte Film erzeugte Stress – gemessen als Veränderungen der Hautleitfähigkeit. Wenn der Filmvorführung jedoch ein intellektualisierender, verharmlosender Kommentar hinzugefügt wurde, dann fiel die Stressreaktion schwächer aus. Noch weniger ausgeprägt war sie, wenn der Kommentar vor dem eigentlichen Filmbeginn erfolgte, sodass die Erwartungen der Versuchspersonen ihre Stressreaktion dämpften. Lazarus nennt dies Kurzschließen der Bedrohung durch kognitive Bewertung.

## Drei Stufen der Bewertung
Jeder Mensch bewertet Situationen und deren Belastung unterschiedlich, und damit auch deren Bedrohlichkeit. Lazarus unterscheidet dabei drei Stufen:

### Primäre Bewertung (primary appraisal)
Situationen können nach Lazarus bewertet werden als:
1. irrelevant
2. freundlich/positiv (benign-positive)
3. anstrengend/belastend (stressful)

Wenn eine Situation als anstrengend/belastend erlebt wird, kann diese auf drei verschiedene Arten bewertet werden:
1. Herausforderung (challenge): beherrschbare oder bewältigbare Situationen
2. Bedrohung (threat): zu erwartender Schaden oder Verlust
3. Schaden/Verlust (harm/loss): erlittener Schaden oder Verlust

### Sekundäre Bewertung (secondary appraisal)
In der sekundären Bewertung wird überprüft, ob die Situation mit den verfügbaren Ressourcen bewältigt werden kann. Wenn die Ressourcen als nicht ausreichend bewertet werden, dann wird eine Stressreaktion ausgelöst. Es wird eine Bewältigungsstrategie entworfen, die von der Situation sowie von den Eigenschaften und kognitiven Strukturen der Person abhängig ist. Dieser Umgang mit einer Bedrohung wird Coping genannt. Einsetzbare Verhaltensweisen sind z. B. Aggression, Flucht, Verhaltensalternativen, Änderung der Bedingung oder Verleugnung der Situation. Über Rückmeldungen zum Erfolg oder Misserfolg lernt die betroffene Person im Laufe der Zeit, mögliche Bewältigungsstrategien selektiv einzusetzen.
Lazarus beschreibt die sekundäre Bewertung im Kontext interner und externer Ansprüche und Zwänge (demands and constraints) in folgenden Schritten:
1. Bewertung der vorhandenen Coping-Strategien
2. Anwendung einer oder mehrerer bestimmter Coping-Strategien
3. Bewertung der Folgen der Anwendung dieser Coping-Strategien

### Neubewertung (reappraisal)
Im dritten Schritt wird der Erfolg der Bewältigungsstrategie bewertet, um eine dynamische Anpassung an die neue Situation zu gewährleisten. Lernt eine Person, wie sie mit einer Bedrohung (primäre Bewertung der Situation) umgehen kann, stellt sie sich eventuell nur noch als eine Herausforderung dar. Ebenso kann eine Herausforderung zur Bedrohung werden, wenn keine angemessene Bewältigung durchführbar ist. Diese Möglichkeit der Veränderung der Erstbewertung bezeichnet Lazarus als Neubewertung (reappraisal).
Lazarus beschreibt zwei Formen der Neubewertung:
1. Neubewertung anhand neuer Informationen durch die Umwelt und/oder Personen
2. Neubewertung als Ergebnis des bewertungsorientierten Coping (defensive reappraisal)

## Drei Arten des Copings (Stressbewältigung)
Lazarus unterscheidet drei Arten der Stressbewältigung: das problemorientierte, das emotionsorientierte und das bewertungsorientierte Coping.

### Problemorientiertes Coping (problem-focused coping)
Darunter versteht man, dass das Individuum versucht, durch Informationssuche, direkte Handlungen oder auch durch Unterlassen von Handlungen Problemsituationen zu überwinden oder sich den Gegebenheiten anzupassen. Diese Bewältigungsstrategie bezieht sich auf die Ebene der Situation bzw. des Reizes.

### Emotionsorientiertes Coping (emotion-focused coping)
Das emotionsorientierte Coping wird auch „intrapsychisches Coping“ genannt. Hierbei wird in erster Linie versucht, die durch die Situation entstandene emotionale Erregung abzubauen.

### Bewertungsorientiertes Coping (cognitive coping)
Lazarus verwendet den Begriff „reappraisal“ in zwei Zusammenhängen: Zum einen ist damit die Neubewertung als Bewertungsprozess gemeint und zum anderen eine Coping-Strategie selbst: „I also used the term cognitive coping to express this idea that coping can influence stress and emotion merely by a reappraisal of the person-environment relationship.“ Die betroffene, „gestresste“ Person kann ihr Verhältnis zur Umwelt kognitiv neu bewerten, um so adäquat damit umzugehen. Das Hauptziel beim bewertungsorientierten Coping liegt darin, eine Belastung eher als Herausforderung zu sehen, weil so ein Lebensumstand positiv bewertet wird und dadurch Ressourcen frei werden, um angemessen zu reagieren. Dies kann nur gelingen, wenn konkrete Problemlösungsansätze gefunden werden (siehe problemorientiertes Coping). Es müssen also verschiedene Bewältigungsstrategien kombiniert werden.